# Hrabstwo Woods
Woods – hrabstwo w stanie Oklahoma w USA. Populacja liczy 8878 mieszkańców (stan według spisu z 2010 roku).

## Miasta
- Alva
- Capron
- Dacoma
- Freedom
- Waynoka